# 珍妮·肯尼迪·史密斯
珍妮·肯尼迪·史密斯（英語：Jean Kennedy Smith，1928年2月20日—2020年6月17日），是一位美國外交官、美國駐愛爾蘭共和国大使。她是老約瑟夫·肯尼迪和露絲·肯尼迪的第八個孩子，她的兄弟姐妹包括總統约翰·肯尼迪，參議員羅伯特·肯尼迪，資深參議員愛德華·肯尼迪和特奧會創始人尤尼斯·肯尼迪。
在1993-1998年任駐愛爾蘭大使期間，珍妮·肯尼迪作為比爾·克林頓總統在都柏林的特使對北愛爾蘭和平進程起到了非常大的作用。她成功的說服了美國政府向新芬黨領袖亞當斯發放了簽證，這直接導致了1994年愛爾蘭共和軍簽署停戰協定。1998年愛爾蘭總統瑪麗·麥克艾利斯向她頒發愛爾蘭榮譽公民稱號來表彰她為北愛爾蘭和平所做的努力。
珍妮·肯尼迪是特殊藝術協會（一個具有全球影響力的旨在提供給殘疾人一個參與進藝術的平台的非盈利組織，Very Special Arts）的創始人.在2011年奧巴馬總統授予她总统自由勋章來表彰她為特殊藝術和殘疾人所做的努力。

## 早期生涯和家庭生活
珍妮·肯尼迪出生于馬薩諸塞州波士頓。她被稱為肯尼迪家族最腼腆，最需保護的孩子。她就讀于曼哈頓威爾學院，在這裡她遇到了她嫂子斯嘉·珂儿（1950年嫁給羅伯特·肯尼迪）和弟妹琼·贝内特（1958年嫁給愛德華·肯尼迪）。

## 婚姻和孩子
在1956年5月19日，她嫁給了史蒂夫·愛德華·史密斯。相比較於龐大的肯尼迪家族其他成員史密斯夫婦並不惹人注目。在20世紀60年代早期，他們定居于紐約。1957年，他們的第一個孩子小史蒂夫·愛德華·史密斯出生，後來他成為了一個律師，接著在1960年，他們的第二個孩子威廉·肯尼迪·史密斯出生，後來他成為了一位物理學家。史密斯夫婦還養育了另外兩個女兒分別是出生于1967年的阿曼達·瑪麗·史密斯和出生于1972年的金·瑪利亞·史密斯。

## 職業生涯

### 競選活動
珍妮·肯尼迪參與了他的哥哥約翰·肯尼迪的一系列競選活動，包括1946年國會選舉，1952年參議員競選和1960年的總統選舉。珍妮·肯尼迪和她的兄弟姐妹幫助約翰·肯尼迪最終贏得了總統寶座。

### 特殊藝術協會
在1974年，珍妮·肯尼迪創立了特殊藝術協會（特殊藝術協會）。VSA是總部位於華盛頓特區的約翰·菲茨傑拉德·肯尼迪表演藝術中心的下屬非盈利機構。VSA旨在為殘疾人提供一個可以學習，參與和享受藝術的平台。VSA每年服務來自美國和其它52個國家的700多萬人。她和喬治普林頓合寫的書Chronicles of Courage: Very Special Artists由兰登书屋于1993年出版。在2011年，她被授予总统自由勋章以此來表彰她為特殊藝術和殘疾人所做的工作  。

### 美利堅合眾國駐愛爾蘭共和國大使
在1993年，珍妮·肯尼迪被比爾·克林頓任命為美利堅合眾國駐愛爾蘭共和國大使，繼續了肯尼迪家族的外交傳統，她的父親老約瑟夫·肯尼迪曾經是羅斯福總統任內美國駐圣詹姆斯王室大使（即駐聯合王國大使）。作為一個大使，她在北愛爾蘭和平進程中扮演了非常重要的作用。她成功的說服了美國政府向新芬黨領袖亞當發放了簽證，這直接導致了1994年愛爾蘭共和軍簽署停戰協定。因為她的基督教合一的觀點，她不止一次地收到愛爾蘭教會（圣公會的獨立分支）的聖餐邀請。
1998年，愛爾蘭總統瑪麗·麥克艾利斯向她頒發愛爾蘭榮譽公民稱號來表彰她為北愛爾蘭和平所做的努力。麥克艾利斯稱讚珍妮肯尼迪是“目標堅固的人”(fixedness of purpose）。愛爾蘭總理艾赫恩稱讚她“她幫助愛爾蘭人贏得了一個更加美好的未來”(You have helped bring about a better life for everyone throughout Ireland.)

### 與新芬黨談判
在1994年，珍妮·肯尼迪因為她強烈要求美國政府給新芬黨領導人格里·亞當斯美國簽證而到達了美國外交政策的最前沿。珍妮·肯尼迪因為她在這一方面的工作尤其因為她在給予格里亞當美國簽證問題上所展示出來的勇氣而獲得廣泛的稱讚。後來一些年，給予格里·亞當美國簽證被認為是北愛爾蘭和平進程中的關鍵一步。在她的哥哥愛德華·肯尼迪記憶中，他說“珍妮·肯尼迪非常確信亞當斯不再相信繼續武裝鬥爭能夠最終實現愛爾蘭統一（"Jean was convinced that Adams no longer believed that continuing the armed struggle was the way to achieve the IRA's objective of a united Ireland"）而且"在我們抵達愛爾蘭后，經過和珍妮僅僅幾個小時的討論之後，我們發現她的想法---我們需要一個機會來打破北愛爾蘭和談僵局"。（"It took only a couple of hours' conversation with Jean after we landed to discover what was the most important thing on her mind – the opportunity for a breakthrough in the Northern Ireland stalemate."）
在1998年9月17日，《受難日協定》（也稱為《贝尔法斯特协议》）簽署後的七個月，她從大使的位置上退休了。

## 所受批評
珍妮·肯尼迪當時因為兩名美國外交人員在美國的都柏林大使館被報復而被美國國務卿沃倫·克里斯多弗嚴厲批評。
愛爾蘭政府反對她的關於向格里亞當發放簽證的建議並且向她明確表明了這一異議信息。
珍妮·肯尼迪對大使館的管理也被《波士頓先驅報》（"Boston Herald"）所批評，這家報社獲得了美國司法部門的內部備忘錄和電子郵件，這些郵件表明珍妮肯尼迪使用大使館資金來修繕自己在都柏林的住所。珍妮·肯尼迪的这些行为被指控違反了美國利益衝突法律。美國司法部在2000年9月22日發佈的一份文件表明她支付了5000美元來消除這些指控。

## 晚年生活
珍妮·肯尼迪仍就職于約翰·菲茨傑拉德·肯尼迪表演藝術中心，國際救援委員會和卡内基国际和平基金会。
她的丈夫史蒂夫·愛德華·史密斯于1990年8月19日因為癌症去世。2009年8月11日，尤尼斯·肯尼迪去世，8月25日，愛德華·肯尼迪去世。2020年6月17日，珍妮·肯尼迪去世，她是老約瑟夫與罗丝最後在世的孩子。

## 獲獎記錄
1995年，她被《愛爾蘭美國》雜誌（"Irish America magazine"）評為年度愛爾蘭籍美國人。
1996年，她客串出演了電影《豪情本色》中的一個無名角色。
1998年，她被愛爾蘭政府授予愛爾蘭榮譽公民稱號。
2007年，她獲得由波士頓愛爾蘭社區辦法的金獎。
2009年，她和她的弟弟愛德華肯尼迪因為他們在北愛爾蘭和平進程中的努力一起獲得了蒂鉑雷里和平獎（Tipperary Peace Prize）。
2011年2月，她被授予总统自由勋章。
2011年3月，她進入《愛爾蘭美國》雜誌（"Irish America magazine"）名人堂。